# Warhammer Quest
Warhammer Quest è un gioco da tavolo creato da Andy Jones e pubblicato dalla Games Workshop, ambientato nel mondo di Warhammer Fantasy.

L'edizione originale venne pubblicata nel 1995 dopo l'uscita di produzione di Advanced HeroQuest. Non esiste una versione ufficiale in lingua italiana.

## Caratteristiche
Le regole base permettono ai giocatori di esplorare dei sotterranei generati in maniera casuale e di combattere mostri, anch'essi generati casualmente. Le regole più avanzate e opzionali (192 pagine) arricchiscono il gioco con molti elementi dei giochi di ruolo, inclusa la presenza facoltativa di un master e la possibilità di mantenere il proprio personaggio tra le partite, in modo da farlo diventare progressivamente più potente.
Il gioco fornisce una ricca componentistica, molte miniature in plastica (per gli eroi gestiti dai giocatori e gli avversari che devono sconfiggere), tasselli che servono a comporre in maniera casuale la mappa di gioco, segnalini per marcare la presenza di oggetti (porte, bauli del tesoro, effetti di incantesimi) e vari mazzi di carte (eventi, tesoro, equipaggiamento).
Il gioco è diventato talmente popolare da essere giocato ancora oggi, e ci sono numerosi siti da cui è possibile scaricare avventure, personaggi, mostri ed altro materiale creato dai fan. Il gioco in sé è diventato piuttosto difficile da reperire, raggiungendo cifre di diverse centinaia di euro sui siti internazionali di aste online.
Il 20 agosto 2012, la Games Workshop ha annunciato il gioco per iOS di Warhammer Quest, sviluppato dalla Rodeo Games, che è stato poi pubblicato il 30 maggio 2013.

## Contenuto
- oltre 80 miniature, in particolare:
  - 4 guerrieri (Elfo, Nano, Barbaro e Mago)
  - 12 orchi
  - 12 goblin
  - 12 skaven
  - 12 ragni giganti
  - 12 snotling
  - 12 pipistrelli
  - 12 topi
  - 3 minotauri
- 10 arcate in plastica
- Tutte le carte per portare avanti il gioco, in particolare 19 carte Evento, 23 carte Dungeon, 30 carte Tesoro, 17 carte Mostro bianche, 15 carte Incantesimi
- 4 schede guerriero
- 4 schede di livello per i guerrieri
- Tile per comporre il sotterraneo, in particolare 6 stanze, 5 stanze obbiettivo, 7 corridoi, 1 scalinata, 3 giunzioni a T, 1 angolo
- decine di segnalini (crollo, grata, trappola, potere, oggetti, etc.)
- 18 d6 (6 grandi e 12 piccoli)
- tre libri
- una scheda riassuntiva e un blocco schede personaggi da fotocopiare (50 schede)

## Espansioni
Furono pubblicati diversi set di espansione, tra cui:
- Lair of the Orc Lord, che aggiunse modelli di orchi, nuove mappe di gioco, avventure a tema orchesco ed una campagna a mappa pregenerata adatta a personaggi di livello 2.

- Catacombs of Terror, che aggiunse altri modelli di Undead, avventure, mappe correlate ai non morti ed una nuova campagna a mappa pregenerata adatta a personaggi di livello 7.
- Nove Warrior Pack, piccole scatole che aggiungevano le classi Pit Fighter, Warrior Priest, Imperial Noble, Elf Ranger, Dwarf Trollslayer, Chaos Warrior, Wardancer, Witch Hunter, e Bretonnian Knight.
- Pits and Traps, che includeva diverse nuove sezioni di mappa e carte, ma non venne venduto nei negozi e fu disponibile solo per ordine diretto postale.

Ci furono anche diversi Card Packs che aggiunsero 54 nuove carte tesoro e carte bianche personalizzabili dai giocatori. 
Nel corso della produzione furono pubblicate nuovi scenari, mappe e avventure sulle riviste White Dwarf e Citadel Journal, riproposti successivamente nella raccolta di 3 numeri Deathblow.

## Sequel
Diciotto anni dopo la cessazione della produzione del gioco, la Games Workshop pubblicò Warhammer Quest: Silver Tower (2016) e Warhammer Quest: Shadows Over Hammerhal (2017). Entrambi i giochi seguono l'originale nel concept e design generale, sempre nella tipologia Dungeon Crawler, ma con regole sostanzialmente diverse.